# 余江区
余江区是中国江西省鹰潭市的一个市辖区，地處江西省東北部、信江中下游，東與月湖區、貴溪市接壤，南和金溪縣相通，西界撫州市東鄉區，北鄰萬年縣、餘干縣，區政府駐鄧埠街道鷹南大道1號。

## 历史沿革
西晋元康元年（291年）置晋兴县，后改兴安县，不久撤县并入余干县。南朝陈天嘉年间设安仁县。隋并入余干县。北宋端拱元年（988年）又置安仁县。民国三年（1914年）易名余江县。
1949年后隶属贵溪专署领导，后又改隶上饶专署。1983年隶属鹰潭市。
2018年5月2日撤销余江县设立鹰潭市余江区。

## 行政区划
余江区下辖1个街道、6个镇、5个乡：
邓埠街道、锦江镇、潢溪镇、中童镇、马荃镇、画桥镇、春涛镇、平定乡、杨溪乡、洪湖乡、黄庄乡、刘家站乡、余江县工业园区、鹰潭市龙岗新区、高公寨营林场、邓家埠水稻原种场、余江县水产场、塘潮源林场、张公桥农场、青年综合垦殖场和大桥农场。

## 人口
2018年末，餘江區户籍總人口39.98萬人，其中：農業人口29.36萬人，年末總户數10.78萬户，城鎮化率52.27%。
2020年末，餘江區常住人口為32.61萬人（不包括中國人民解放軍現役軍人和居住在區內的港澳台居民以及外籍人員）。

## 交通
- 320国道过境。

## 自然地理
余江县位于江西省东北部，信江中下游。南北长达75公里，东西宽28.65公里，最狭蜂腰地段仅17.5公里。

## 风景名胜
- 马祖岩
- 香炉峰
- 天鹅湖
- 洪五湖
- 樟树谷
- 马岗岭
- 锦江古镇
- 县衙门
- 财神庙
- 孔庙
- 古代书院（龙溪书院和龙门书院）
- 安仁城垣
- 锦江天主教堂（江西省文物保护单位）
- 邹韬奋故居